# تام کلنسی رینبو سیکس
رینبو سیکس تام کلنسی (به انگلیسی: Tom Clancy's Rainbow Six) سری بازی جنگی و تیراندازی است که امتیاز آن، متعلق به نویسنده فقید آمریکایی تام کلنسی است. اغلب نسخه‌های بازی توسط شرکت یوبی‌سافت ساخته شده‌است اما تعدادی از نسخه‌های آن توسط شرکت رد استورم انترتینمنت منتشر شد؛ اولین نسخه این سری، در سال ۱۹۹۸ میلادی، با نام Rainbow Six عرضه شد؛ و تاکنون 20 میلیون پلیر این بازی از لحاظ گرافیکی در سطح بسیار پایین‌تری از نسخه های ندای وظیفه هست و نمره ی متای آن 79است داشته‌است

## فهرست بازی‌ها
| عنوان                                               | انتشار بر روی ویندوز | انتشار نسخه کنسولی                                 | انتشار نسخه موبایلی        | توضیحات                                 |
| --------------------------------------------------- | -------------------- | -------------------------------------------------- | -------------------------- | --------------------------------------- |
| تام کلنسی رینبو سیکس                                | ۱۹۹۸                 | نینتندو ۶۴ پلی‌استیشن ۱ (۱۹۹۹) دریم‌کست (۲۰۰۰)       | گیم‌بوی کالر (۲۰۰۰)         |                                         |
| رینبو سیکس بسته مأموریت: نگهبان عقاب                | ۱۹۹۹                 | دریم‌کست (۲۰۰۰)                                     | —                          | بسته الحاقی                             |
| رینبو سیکس: نیزه یاغی                               | ۱۹۹۹                 | دریم‌کست (۲۰۰۰) پلی‌استیشن ۱ (۲۰۰۱)                  | گیم بوی ادونسد (۲۰۰۲)      |                                         |
| رینبو سیکس (نیزه یاغی): بسته مأموریت عملیات‌های شهری | ۲۰۰۰                 | دریم‌کست (۲۰۰۰)                                     | —                          | بسته الحاقی                             |
| رینبو سیکس (نیزه یاغی): ضروریات عملیات تبادل        | ۲۰۰۰                 | —                                                  | —                          | بسته الحاقی (مستقل)                     |
| رینبو سیکس (نیزه یاغی): تیغ سیاه                    | ۲۰۰۱                 | —                                                  | —                          | بسته الحاقی (مستقل)                     |
| رینبو سیکس: خرابی- ماموریت‌ها در کره                 | ۲۰۰۱                 | —                                                  | —                          | هیچگاه برای خارج از کره جنوبی منتشر نشد |
| رینبو سیکس: گرگ تنها                                | ۲۰۰۲                 | پلی‌استیشن ۱ (۲۰۰۲)                                 | —                          |                                         |
| رینبو سیکس ۳: سپر تیره                              | ۲۰۰۳                 | ایکس‌باکس (۲۰۰۳) پلی‌استیشن ۲ (۲۰۰۴) گیم کیوب (۲۰۰۴) | بازی موبایل (۲۰۰۴)         |                                         |
| رینبو سیکس ۳: شمشیر آتنا                            | ۲۰۰۴                 | —                                                  | —                          | بسته الحاقی                             |
| رینبو سیکس ۳: پیکان سیاه                            | ۲۰۰۴                 | ایکس‌باکس (۲۰۰۴)                                    | —                          |                                         |
| رینبو سیکس ۳: خشم آهنین                             | ۲۰۰۵                 | —                                                  | —                          | بسته الحاقی (محتوای قابل دانلود)        |
| رینبو سیکس: بال‌های شکسته                            | —                    | —                                                  | بازی موبایل (۲۰۰۳)         |                                         |
| رینبو سیکس: آشوب شهری                               | ۲۰۰۴                 | —                                                  | —                          |                                         |
| رینبو سیکس: لاک‌داون                                 | ۲۰۰۵                 | پلی‌استیشن ۲ ایکس‌باکس گیم کیوب (۲۰۰۵)               | —                          |                                         |
| رینبو سیکس: ساعات هراس‌انگیز                         | ۲۰۰۶                 | ایکس‌باکس (۲۰۰۶)                                    | —                          |                                         |
| رینبو سیکس: وگاس                                    | ۲۰۰۶                 | ایکس‌باکس ۳۶۰ (۲۰۰۶) پلی‌استیشن ۳ (۲۰۰۷)             | پی‌اس‌پی (۲۰۰۷) بازی موبایلی |                                         |
| رینبو سیکس: وگاس ۲                                  | ۲۰۰۸                 | پلی‌استیشن ۳ ایکس‌باکس ۳۶۰ (۲۰۰۸)                    | —                          |                                         |
| رینبو سیکس: پیش‌قراول سایه                           | ۲۰۱۱                 | —                                                  | آی‌اواس، اندروید (۲۰۱۱)     | برپایه داستان اصلی                      |
| رینبو سیکس: میهن پرستان                             | —                    | پلی‌استیشن ۴ ایکس‌باکس وان                           | —                          | لغو شده                                 |
| رینبو سیکس: محاصره                                  | ۲۰۱۵                 | پلی‌استیشن ۴ ایکس‌باکس وان                           | —                          |                                         |